# Falkerscher Hof

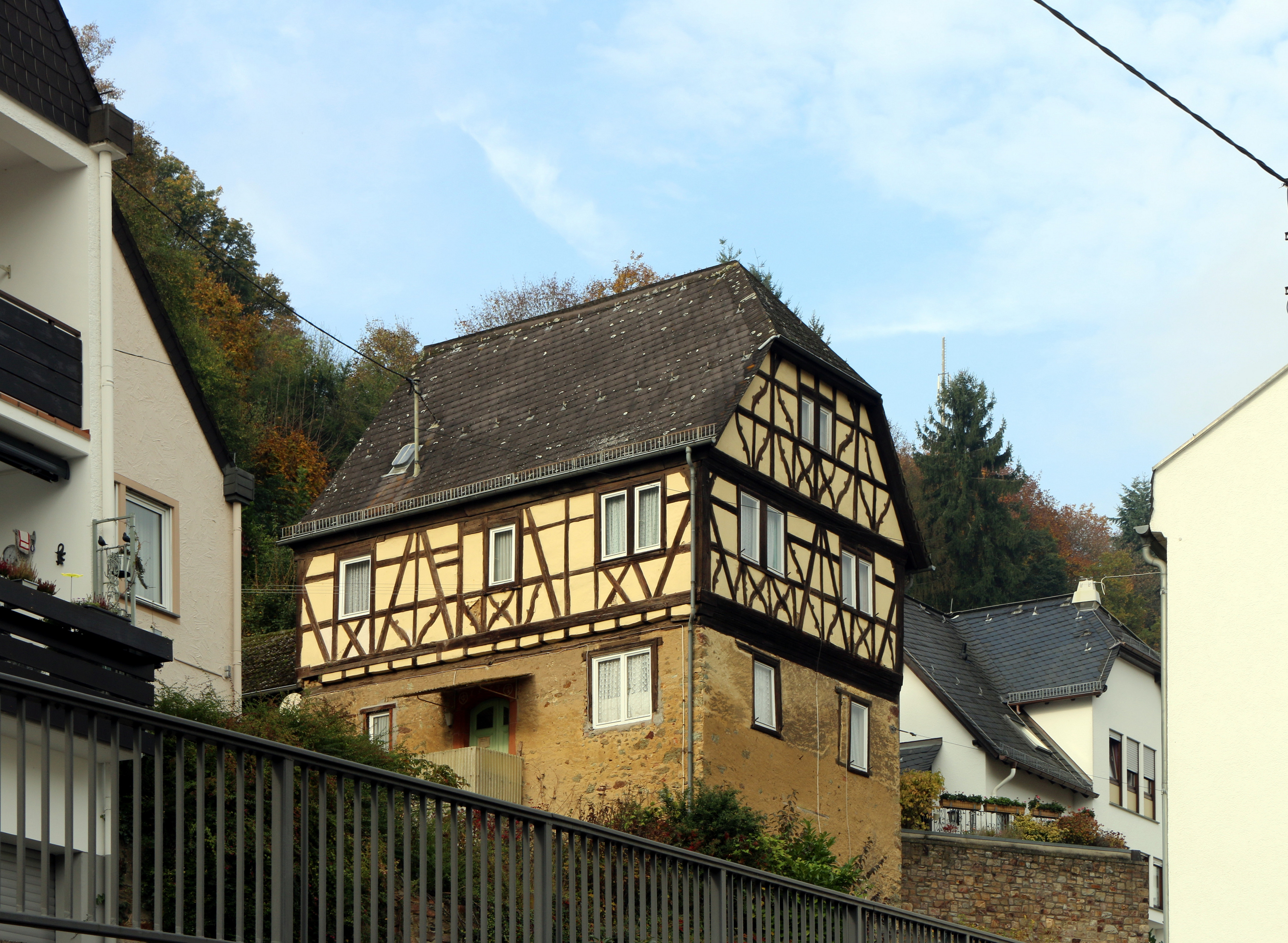
Blick aus der Georgstraße, 2014

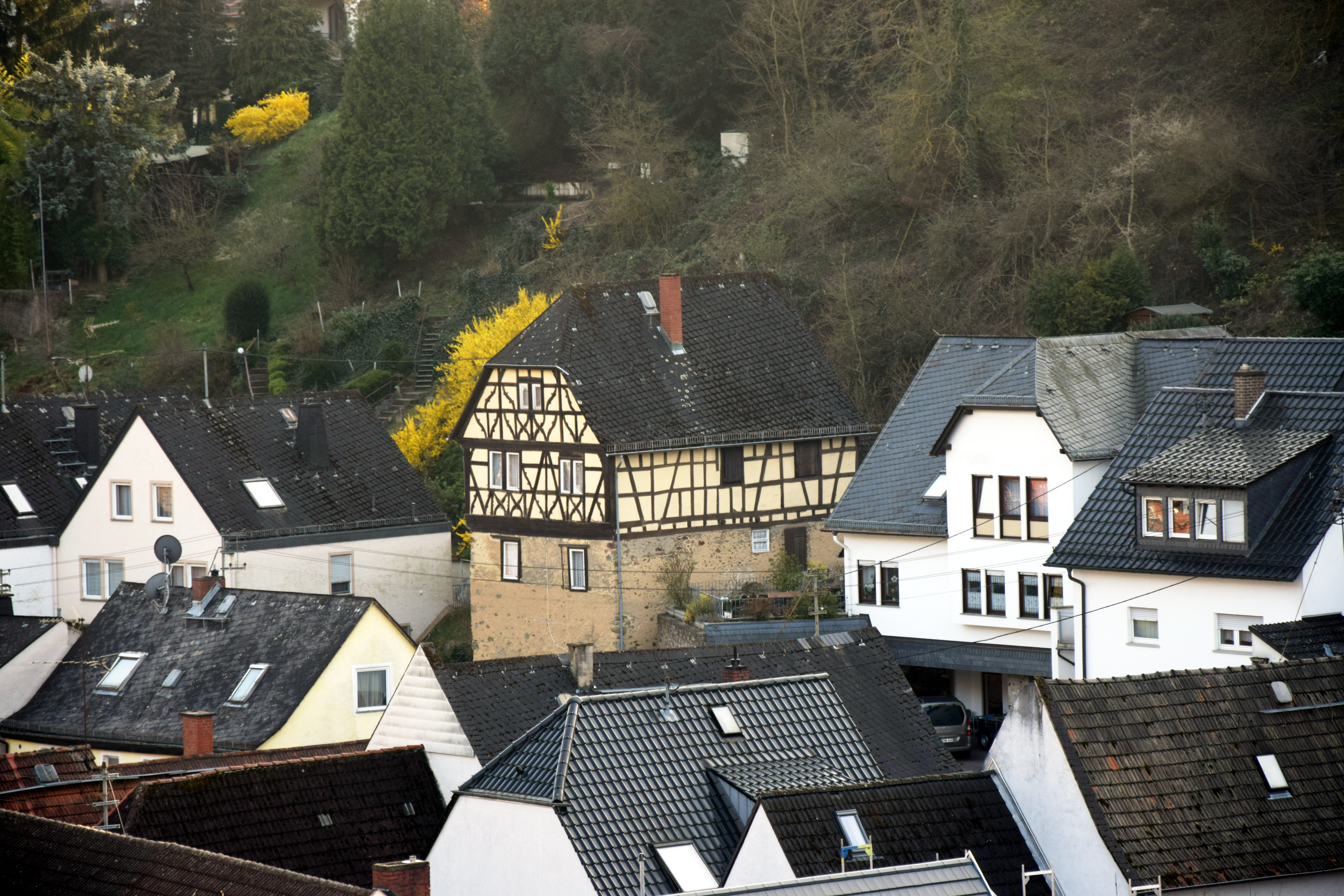
Blick von der Burg, 2020

Der Falkersche Hof ist ein denkmalgeschütztes Fachwerkhaus in Wiesbaden-Frauenstein.
Das giebelständige Haus in der Georgstraße 24 steht auf einem zweigeschossigen massiven Unterbau, in dem sich unten ein Tor als Zugang befindet. Im ersten Stock befinden sich zwei seitliche Eingänge und darüber zwei weitere Stockwerke aus Fachwerk. Das Dach trägt zur Straße hin einen Krüppelwalm.
Vermutlich wurde an dieser Stelle erstmals um 1330 ein Haus erbaut, als um die Burg Frauenstein Fachwerkhäuser für adlige Burgmannen gebaut wurden. Das Gebäude wurde 1571 erstmals erwähnt, als die Grafen von Schönborn Burgherren waren und das Haus niederbrannte. 1573 wurde es wieder aufgebaut. Es dürfte zum Bischof von Mainz gehört haben. 
Ab dem Ende des 17. Jahrhunderts befand es sich im Besitz der angesehenen Frauensteiner Familie Köhler. Wendelin Köhler, Hofmann auf dem Sommerberger Hof, starb dort 1698 im hohen Alter.